# Рубин, Борис Анисимович
Бори́с Ани́симович Ру́бин (1900—1978) — советский учёный и педагог, специалист в области биохимии и физиологии растений.

## Биография
Родился 1 (14 августа) 1900 года в Геническе (ныне Херсонская область, Украина). Из семьи служащего. В 1907—1917 годах учился в коммерческом училище. Окончил агрономический факультет Воронежского СХИ (1923).
Доктор сельскохозяйственных наук (1937), профессор (1939), член-корреспондент ВАСХНИЛ (1964). Участник августовской сессии ВАСХНИЛ 1948 года.
Практикант, заведующий агрохимической лабораторией Рамонской опытной станции Воронежской области (1922—1930). Ассистент, доцент, и. о. заведующего кафедрой частного земледелия Воронежского СХИ (1930—1932). Учёный-специалист биохимического сектора Института сахарной промышленности (1932—1934). Заведующий сектором биохимии и физиологии, заместитель директора по научной части Всесоюзного института овощного хозяйства (1934—1935).
Затем заведующий лабораторией биохимии и иммунитета растений (1935—1961), старший научный сотрудник (1961—1978) Института биохимии имени А. Н. Баха АН СССР. Одновременно работал заведующим кафедрой физиологии растений МГУ имени М. В. Ломоносова (1949—1978).
Умер 15 марта 1978 года. Похоронен на Донском кладбище.

## Научная деятельность
Автор биохимической теории иммунитета растений. Изучал ферментативные процессы в растениях, обмен веществ в хранящихся овощах и корнеплодах сахарной свеклы. Результаты исследований дали возможность снизить потери сахара при хранении и переработке свеклы. Впервые показал первостепенное значение деятельности окислительно-восстановительных каталитических систем растения-хозяина при воздействии возбудителя инфекции, что положило начало разработке физиолого-биохимической теории иммунитета.
Занимался выяснением биологической роли ферментов в растительном организме, особенно в связи с иммунитетом растений. Установил черты сходства и различия в реакции различных растений на инфекцию. Сделал вывод о том, что активирование биосинтеза под влиянием возбудителя инфекции является универсальной адаптивной реакцией растений.
Изучал энергетику растительного организма и биологическую роль дыхания. Расширил представление о дыхании не только как о процессе освобождения энергии питательных веществ, но и как о гетеротрофной ассимиляции, в результате которой возникают активные метаболиты, используемые клеткой в процессах вторичного синтеза.
Исследовал проблемы, связанные с процессами преобразования, накопления и последующей реализации солнечной энергии зелёным растением: значение фотосинтеза и дыхания в процессах роста и развития, поглощения и преобразования элементов минеральной пищи, взаимодействия растительного организма с условиями внешней среды.

## Награды и премии
- заслуженный деятель науки и техники РСФСР (1961)
- Сталинская премия второй степени (1947) — за обоснование теоретических основ и технических приёмов хранения сахарной свёклы
- премия имени А. Н. Баха
- Премия имени К. А. Тимирязева (1961) — за работу «Биохимия и физиология иммунитета растений»
- орден Трудового Красного Знамени
- орден «Знак Почёта»
- Золотая медаль ВДНХ

## Работы
Автор более 300 научных публикаций, в том числе 4 монографии. Ряд трудов опубликован за рубежом.
- Биохимические основы хранения овощей. — 2-е изд., перераб. — М.-Л.: Изд-во АН СССР, 1945. — 153 с.
- «Хранение сахарной свёклы» (1946)
- Биохимическая характеристика устойчивости растений к микроорганизмам / Соавтор Е. В. Арциховская. — М.; Л.: Изд-во АН СССР, 1948. — 86 с.
- «Дыхание и его роль в жизни растений» (1953)
- «Физиология растений» (1954)
- «Лекции по физиологии растений» (1959)
- Дыхание и его роль в иммунитете растений. — М.: Изд-во АН СССР, 1960. — 66 с. (XIX Тимирязевское чтение АН СССР)
- «Курс физиологии растений» (1961; 4-е изд. 1976)
- «Энзимология и биология дыхания растений» (1966, в соавт.)
- «Биохимия и физиология иммунитета растений» (1968, в соавт. с Е. В. Арциховской)
- «Физиология и биохимия дыхания растений» (1974, в соавт.)
- «Биохимия и физиология фотосинтеза» (1977, в соавт. с В. Ф. Гавриленко)
- Проблемы физиологии в современном растениеводстве. — М.: Колос, 1979. — 302 с.